# Антон Бюлер
Антон Бюлер (15 червня 1922 — 29 березня 2013) — швейцарський вершник.
Срібний призер Олімпійських Ігор 1960 року в командному триборстві, бронзовий призер 1960 року в індивідуальному триборстві, учасник 1948, 1972 років.
Срібний призер Чемпіонату Європи з кінного триборства 1955 року в командному триборстві.